# Sonda
Sonda je naprava za raziskovanje težko dostopnih področij. Z izrazom sonda lahko pojmujemo naprave, ki jih uporabljamo za meritve, fotografiranje in druge raziskave globokomorskega dna, zemeljske notranjosti, vesolja, pa tudi človeških, živalskih teles in raznih predmetov. Sonde se uporabljajo tudi za odkrivanje minskih polj, v plazovih ali potresih zasutih ljudi, itd.